# Saint Joe River

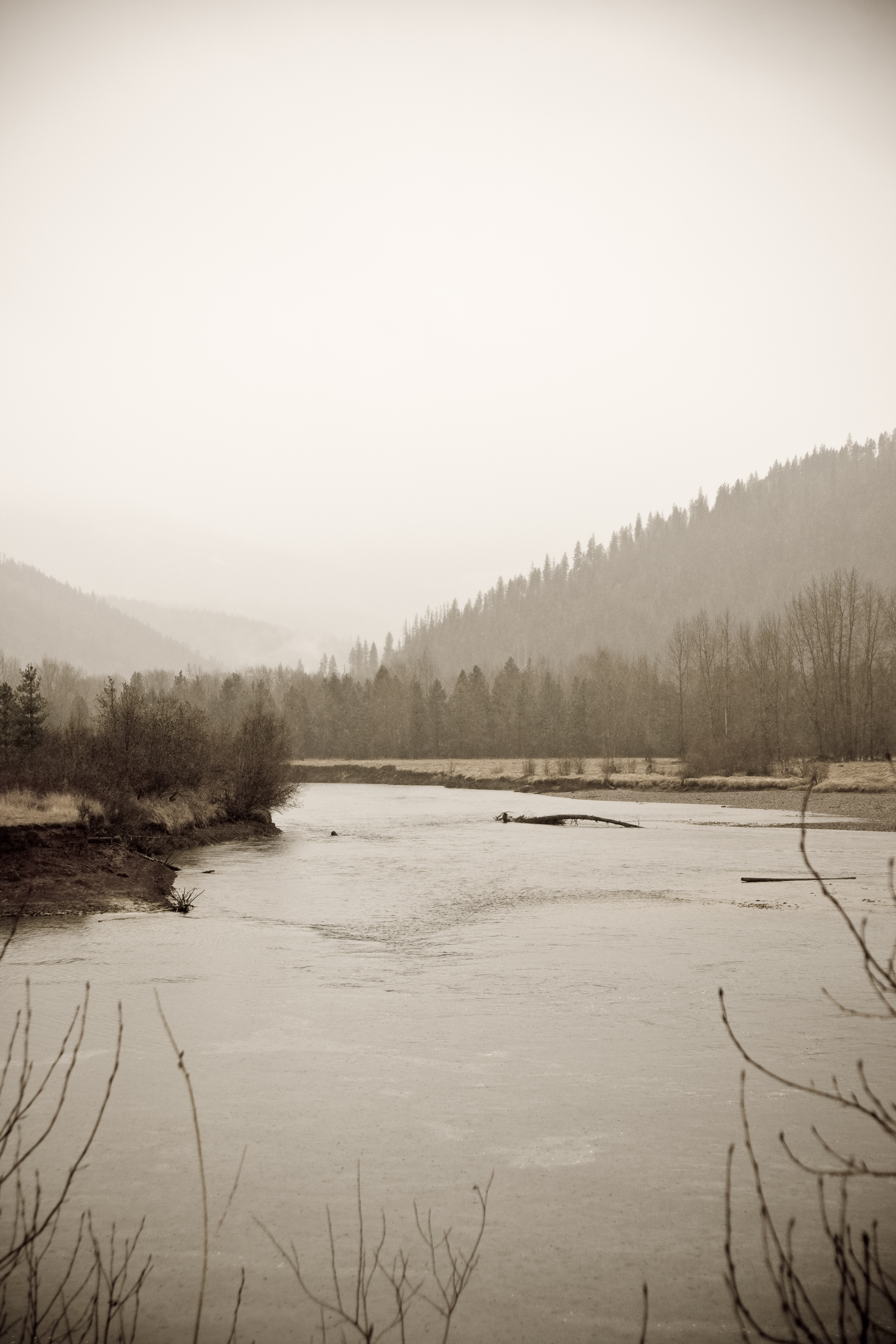
Saint Joe River in het Old Mission State Park.

De Saint Joe River is een riviertje in Noordelijk Idaho in de VS. Het stroomt door Avery, Calder en St. Maries. De rivier mondt uit in Lake Coeur d'Alene. Het riviertje is deel van het stroomgebied van de Spokane, dat weer deel uitmaakt van het stroomgebied van de Columbia.